# 아바네쉬 칸
아바네쉬 칸(러시아어: Аванеш-хан, 1538년 사망)은 히바 칸국의 6대 칸이자 1526년부터 1538년까지 화레즘과 히바 칸국을 통치한 칸이다.

## 집권
아바네쉬 칸은 아미넥 칸의 자식이었을 뿐 아니라 우즈베크 칸국의 야자르 칸의 후손이기도 했다. 1526년 부주가 칸이 사망한 이후 그는 히바 칸국의 칸에 등극했다. 그는 1538년까지 통치했다. 그의 통치 기간에는 나라가 안정하지 못했다. 그는 부하라 칸국의 우바이둘라흐 칸의 침공을 막던 도중 부하라를 물리치고 죽었다. 이후 아랍샤히드 왕조는 잠시 동안 모두 부하라로 이동해야 했다.

## 죽음
1538년 아바네쉬 칸이 죽은 이후 짧은 기간 동안 부하라 칸국이 점령한 이후 화레즘과 히바 칸국은 칼 칸이 이어받게 되었다.

## 참고 문헌
- (러시아어) Гулямов Я.Г., История орошения Хорезма с древнейших времен до наших дней. Ташкент. 1957
- (러시아어) История Узбекистана. Т.3. Т.,1993.
- (러시아어) История Узбекистана в источниках. Составитель Б.В. Лунин. Ташкент, 1990
- (러시아어) История Хорезма. Под редакцией И.М.Муминова. Ташкент, 1976

| 전임 부주가 칸 | 제6대 히바 칸국의 칸 1526년 ~ 1538년 | 후임 칼 칸 |